# 第一商業銀行宜蘭分行
第一商業銀行宜蘭分行位於宜蘭縣宜蘭市，興建於1921年，為日治時期臺灣商工銀行（今第一商業銀行）宜蘭支店所在地。2015年3月2日公告為縣定古蹟。目前仍為台灣第一商業銀行宜蘭分行使用。

## 歷史背景
1910年臺灣商工銀行開業，為台灣歷史最悠久的三間商業銀行之一，與華南銀行、彰化銀行合稱「省屬三商銀」。台灣商工銀行開業之初以開發臺灣南部產業為主要目的，本店設於阿緱廳阿緱街（今屏東縣屏東市）。1912年，臺灣商工銀行本店遷至臺北撫臺街一丁目。
1915年5月1日，臺灣商工銀行於宜蘭街坤門創立宜蘭支店，並於1921年於宜蘭街商業中心現址，新建鋼筋混凝土加強磚造辦公廳舍。其鄰近至今仍有中華郵政宜蘭責任中心局、華南銀行、台北富邦銀行、合作金庫、台灣銀行、宜蘭信用合作社，是宜蘭重要的金融地區。
戰後臺灣商工銀行由台灣省行政長官公署接收改組，陸續更名為「台灣工商銀行」、「台灣第一商業銀行」，最後更名為「第一商業銀行」並沿用至今。

### 指定為古蹟
2013年一銀有意拆除改建宜蘭分行，但地方出現民眾呼籲保存，同年8月1日邀集宜蘭縣歷史空間審議委員會現場勘查，出席委員一致決議指定為古蹟。宜蘭縣政府遂於10月1日指定為縣定古蹟。
2014年宜蘭分行遷往宜蘭巿中山路三段152號。同年一銀認為建築物老舊，專家建議拆除，且縣府並未尊重業主權益，於是向文化部提起訴願，申請撤銷古蹟登記卻遭駁回，因此向臺北高等行政法院提起行政訴訟。9月11日法院認為比例性及明確性都不足，裁定一銀勝訴，並撤銷指定古蹟公告。12月11日，最高行政法院駁回縣府上訴。宜蘭縣政府於12月27日再度邀集文化資產審議委員進行現場勘查，出席委員一致決議指定為古蹟。
2015年3月2日，宜蘭縣政府再次公告指定為古蹟。一銀向文化部提起訴願遭駁回，提請行政訴訟。2016年6月，臺北高等行政法院駁回此案。2017年3月，最高行政法院駁回一銀上訴。
2018年7月30日，經完成結構補強及整修後，宜蘭分行遷回原址。

## 建築特色
宜蘭分行建於大正年間，為宜蘭地區僅存的大正年間興建的銀行建築。結構上為二層式鋼筋混凝土加強磚造建築，正立面為西洋歷史式樣風格，位於宜蘭主要縱軸線幹道上。興建時即採退縮建築設計，因此在1939年道路拓寬時並沒有受到影響。
在宜蘭縣史館典藏的照片可見兩側圓柱支撐二樓的露台，以及正立面上的山牆裝飾。
1975年因入口狹窄不便出入，因此將大門旁兩側圓柱拆除，改設自動門。同時在一樓與二樓間加設鋼筋混凝土的騎樓雨遮，並於正面紅磚牆上舖貼磁磚，其餘三面則保留原來紅磚面與洗石子之水平飾帶。二樓背面有二戰太平洋戰爭時美國軍機掃射的彈孔。
室內營業大廳在興建時即挑高兩層，形塑出氣派的格局，為宜蘭地區唯一尚保存完整此種空間格局之銀行建築。雖有部分改建，但屋頂山牆裝飾、附壁柱之柱頭及平頂具對稱式結構仍保留原樣。

## 圖片集
- 正立面
- 女兒牆及柱頭裝飾
- 內部空間

## 引用資料
1. 1 2  .
2. 1 2  蘇美如. . . 宜蘭市公所. 2001: 166–170  [2021-06-04]. （原始内容存档于2021-06-05）.
3. ↑  游明金. . 自由電子報. 2013-06-21  [2021-05-30]. （原始内容存档于2021-06-03）.
4. ↑  羅建旺. . 聯合新聞網. 2014-04-18.
5. ↑  羅建旺. . 聯合新聞網. 2015-03-26.
6. ↑  . 2015-06-08  [2021-06-11]. （原始内容存档于2021-06-11）.
7. ↑  盧冠誠. . 自由電子報.   [2021-05-30]. （原始内容存档于2022-05-16）.
8. 1 2 3  . 文化部文化資產局.   [2021-06-11]. （原始内容存档于2018-01-24）.
9. ↑  . 宜蘭人文知識數位庫2.0.   [2021-06-04].
10. ↑  . JUST A BALCONY.   [2021-06-04]. （原始内容存档于2021-06-04）.